# Marta Lach
Marta Lach (Grudziądz, 26 marzo 1997) è una ciclista su strada polacca che corre per il Team SD Worx-Protime. Attiva a livello Elite/Under-23 dal 2016, è stata campionessa nazionale in linea nel 2020.

## Palmarès

### Strada
- 2014 (Juniores)

Campionati polacchi, Prova in linea Junior
- 2019 (CCC-Liv, una vittoria)

1ª tappa Festival Elsy Jacobs (Steinfort > Steinfort)
- 2020 (CCC-Liv, una vittoria)

Campionati polacchi, Prova in linea Elite
- 2021 (Ceratizit-WNT Pro Cycling, una vittoria)

La Picto-Charentaise
- 2022 (Ceratizit-WNT Pro Cycling, due vittorie)

5ª tappa Bretagne Ladies Tour (Rennes > Vitré)
3ª tappa Tour de Romandie Féminin (Fribourg > Genève)
- 2023 (CERATIZIT-WNT Pro Cycling, tre vittorie)

1ª tappa Bretagne Ladies Tour (Kerlouan > Kerlouan)
La Choralis Fourmies Féminine
Grisette Grand Prix de Wallonie
- 2024 (CERATIZIT-WNT Pro Cycling Team, cinque vittorie)

CERATIZIT Festival Elsy Jacobs à Garnich
CERATIZIT Festival Elsy Jacobs à Luxembourg
2ª tappa Tour of Chongming Island (Changxing Island Country Park > Chongming New City Park)
3ª tappa Tour of Chongming Island (Chongming New City Park > Chongming New City Park)
Classifica generale Tour of Chongming Island
- 2025 (SD Worx)

Nokere Koerse

#### Altri successi
- 2023 (CERATIZIT-WNT Pro Cycling)

Classifica scalatrici Bretagne Ladies Tour
- 2024 (CERATIZIT-WNT Pro Cycling Team)

Classifica a punti Tour of Chongming Island

## Piazzamenti

### Grandi Giri
- Giro d'Italia

2019: 47ª
2021: 24ª
2022: 34ª
- Tour de France

2022: non partita (6ª tappa)
2023: 51ª
2024: non partita (6ª tappa)

### Competizioni mondiali
- Campionati del mondo su strada

Ponferrada 2014 - In linea Junior: 58ª
Richmond 2015 - In linea Junior: 33ª
Doha 2016 - In linea Elite: ritirata
Bergen 2017 - In linea Elite: ritirata
Innsbruck 2018 - In linea Elite: ritirata
Yorkshire 2019 - In linea Elite: 79ª
Imola 2020 - In linea Elite: 48ª
Fiandre 2021 - In linea Elite: 53ª
Wollongong 2022 - In linea Elite: ritirata
Glasgow 2023 - Staffetta mista: 10ª
Glasgow 2023 - Cronometro Elite: 35ª
Glasgow 2023 - In linea Elite: 21ª
Zurigo 2024 - In linea Elite: ritirata
- Giochi olimpici

Tokyo 2020 - In linea: 18ª
Parigi 2024 - Cronometro: 18ª
Parigi 2024 - In linea: 10ª

### Competizioni europee
- Campionati europei su strada

Tartu 2015 - In linea Junior: 8ª
Herning 2017 - In linea Under-23: 8ª
Brno 2018 - In linea Under-23: 13ª
Alkmaar 2019 - In linea Under-23: 2ª
Plouay 2020 - In linea Elite: 13ª
Trento 2021 - In linea Elite: 25ª
Monaco di Baviera 2022 - Cronometro Elite: 25ª
Monaco di Baviera 2022 - In linea Elite: 21ª
Drenthe 2023 - In linea Elite: 59ª
Limburgo 2024 - In linea Elite: 32ª
- Giochi europei

Minsk 2019 - In linea: 27ª